# 2022年世界水泳選手権カメルーン選手団
2022年世界水泳選手権カメルーン選手団は、2022年6月18日から7月3日までハンガリーのブダペストで開催された第19回世界水泳選手権のカメルーン選手団、およびその競技結果。

## 選手団
- 人員: 選手 1人

## 選手名簿・結果
| 選手           | 種目              | 予選   | 予選 | 準決勝   | 準決勝   | 決勝     | 決勝     |
| 選手           | 種目              | 結果   | 順位 | 結果     | 順位     | 結果     | 順位     |
| -------------- | ----------------- | ------ | ---- | -------- | -------- | -------- | -------- |
| ノラ・ミラネシ | 女子50m自由形     | 26秒99 | 43位 | 予選敗退 | 予選敗退 | 予選敗退 | 予選敗退 |
| ノラ・ミラネシ | 女子50mバタフライ | 28秒66 | 42位 | 予選敗退 | 予選敗退 | 予選敗退 | 予選敗退 |